# Straalgoud
 Straalgoud  is een verhaal uit de Belgische stripreeks Piet Pienter en Bert Bibber van Pom.
Het verhaal verscheen voor het eerst in Gazet Van Antwerpen van 22 april 1963 tot 19 augustus 1963 en als nummer 21 in de reeks bij De Vlijt.

## Personages
- Piet Pienter
- Bert Bibber
- Susan
- Professor Kumulus
- Baron H.W. Chantré de Borrél

## Albumversies
Straalgoud verscheen in 1963 als album 21 bij uitgeverij De Vlijt. In 1997 gaf uitgeverij De Standaard het album opnieuw uit.